# John Adams Dix
John Adams Dix (Boscawen, 1798. július 24. – New York, 1879. április 21.) az Amerikai Egyesült Államok szenátora (New York, 1845–1849).